# Vad är socialdemokrati?
Vad är socialdemokrati?, med undertiteln "En bok om idéer och utmaningar", är en bok av de socialdemokratiska ideologerna Ingvar Carlsson och Anne-Marie Lindgren.
Från början var verket en 31 sidor lång pamflett, först utgiven 1974 genom Landsorganisationen (LO) och Socialdemokratiska arbetarepartiet (SAP). Carlsson och Lindgren kom senare att omarbeta och utveckla pamfletten till en bok. Carlsson blev senare SAP:s partiordförande 1986–1996 samt Sveriges statsminister 1986–1991 och 1994–1996. Boken har översatts till ryska (utgiven 2001), engelska (2007), franska (2008) och isländska (2015).

## Utgåvor
Första upplagan gavs ut 1974. Den kom snabbt att bli mycket efterfrågad inom arbetarrörelsen och gavs ut i nya upplagor både 1975 och 1976.
1981 utkom den i en ny, 60 sidor lång, omarbetad upplaga.
1983 gavs det ut en ny upplaga med 91 sidor.
1996 gavs den ut med 112 sidor. Denna återutgavs 2007 av Arbetarrörelsens tankesmedja.
I december 2019 utkom den sjunde upplagan, med 191 sidor, utgiven av samma tankesmedja som 2007 men som bytt namn till Tankesmedjan Tiden.

## Mottagande
Den förre Folkpartiledaren Lars Leijonborg beskrev i januari 2021 flera skillnader i den senaste upplagan från tidigare upplagor och undrade om det egentligen var samma bok. Leijonborg skrev att den socialistiska retoriken var kraftigt nedtonad och noterade hur vissa citat om Sovjetunionen och löntagarfonder saknades samtidigt som boken istället främst riktade kritik mot avregleringar, privatiseringar och icke-kommunala utförare i välfärdssektorn.